# Hrabstwo Cochise

Piramida wieku hrabstwa

Hrabstwo Cochise – hrabstwo w USA w południowym wschodzie stanu Arizona. W roku 2010 liczba mieszkańców wyniosła 131 346. Stolicą jest Bisbee.

## Historia
Powstało 3 stycznia 1881 roku poprzez secesję ze wschodniej części hrabstwa Pima.

## Geografia
Całkowita powierzchnia wynosi 16 107 km² z tego 137 km² (0,79%) stanowi woda.

### Wybrane miejscowości
- Benson
- Bisbee
- Douglas
- Huachuca City
- Sierra Vista
- Tombstone
- Willcox

### CDP
- Bowie
- Dragoon
- Elfrida
- McNeal
- Mescal
- Miracle Valley
- Naco
- Palominas
- Pirtleville
- San Simon
- Sierra Vista Southeast
- St. David
- Sunizona
- Whetstone
- Gleeson (miasto duchów)

### Obszary chronione

#### Zarządzane przezNational Park Service
- Chiricahua National Monument
- Fort Bowie National Historic Site
- Coronado National Memorial

#### Zarządzane przezDepartament Leśnictwa Stanów Zjednoczonych
- Coronado National Forest

#### Parki stanowe
- Park Stanowy Kartchner Caverns

### PosiadłościArmii Stanów Zjednoczonych
- Fort Huachuca
- Willcox Playa

### Sąsiednie hrabstwa
- hrabstwo Santa Cruz – południowy zachód
- hrabstwo Pima – zachód
- hrabstwo Graham – północ
- hrabstwo Greenlee – północny wschód
- hrabstwo Hidalgo w Nowym Meksyku – wschód
- granica państwowa z Meksykiem – południe